# 雙雄
《雙雄》是2003年香港動作電影，由陳木勝執導，董瑋和李健生任動作設計，黎明、鄭伊健、吳鎮宇、林嘉欣、徐靜蕾領銜主演，電影在2003年7月31日上映。
根據《電影檢查條例》，本片列為青少年及兒童不宜（IIB）。

## 故事大綱
健是香港警察部重案組的傳奇人物，平步青雲，從不懂得欣賞和道歉，與多年女友Brenda關係因而漸亮紅燈。國際鑽石展覽會開幕前一天，一名廉潔警官居然監守自盜，偷取百萬美元證物並消毀証物庫，事後仿如給洗腦一樣對自己所作的事全不知情，健懷疑與心理犯罪學有關，於是找正在服刑的心理專家正協助調查。二人在調查過程中成為莫逆之交，同時，健已墜入正所設計的陷阱中……

## 演員表

### 主要演員
| 演員   | 角色   | 關係／暱稱                         |
| 黎 明  | 黎上正 | 監犯 原為警方心理組催眠家 卓敏之夫 |
| 鄭伊健 | 李文健 | 重案組探員 Brenda男友              |
| 吳鎮宇 | 歐陽海 | 黑幫老大                           |
| 林嘉欣 | Brenda | 重案組警員 李文健女友              |
| 徐靜蕾 | 卓 敏  | 黎上正之妻                         |

### 其他演員
| 演員           | 角色        | 關係／暱稱 |
| 黃浩然         | 楊警官      |            |
| 彭敬慈         | 池          | 歐陽海手下 |
| 梁俊一         | 棠          | 李文健下屬 |
| 郭力行         | 志          | 李文健下屬 |
| 金興賢         | 黃警司      |            |
| 麥長青         | 劉警司      |            |
| 黃德斌         | 張國亮      |            |
| 李浩迅         | 黃文傑      |            |
| 李智強         | 鐵 頭       |            |
| 李 嘉          | 歐陽海手下  |            |
| 甄思羽         | 歐陽海手下  |            |
| 黃志宏         | 歐陽海手下  |            |
| 黃素歡         | 張國亮妻    |            |
| 黃琬婷         | 張國亮女兒  |            |
| 楊家盛         | 張國亮兒子  |            |
| 劉宗基         | A Team      |            |
| 蒲茗藍         | A Team      |            |
| 張雪芹         | A Team      |            |
| 蔣 克          | A Team      |            |
| 劉深宜         | A Team      |            |
| 李啟傑         | B Team      |            |
| 黃燕強         | B Team      |            |
| 黎志偉         | B Team      |            |
| 李葉健         | B Team      |            |
| 譚幹聰         | B Team      |            |
| 蔡仕超         | B Team      |            |
| 林仲岐         | G4          |            |
| 鍾家龍         | G4          |            |
| 何偉業         | G4          |            |
| Peter Spurrier | 拍賣官      |            |
| Andrew Reilly  | Barry Lykin |            |
| 高皓正         | 學 生       |            |
| 何婷恩         | 學 生       |            |
| 楊卓娜         | 學 生       |            |
| 郭家成         | 學 生       |            |
| 林淑敏         | 健女友      |            |

## 各地電影分級制度
| 國家／地區 | 級別 |
| ---------- | ---- |
| 香港       | IIB  |
| 澳門       | C組  |
| 台灣       | 輔   |
| 新加坡     | PG   |
| 馬來西亞   | 18SG |
| 泰國       | 20+  |

## 獎項
| 頒獎典禮             | 獎項         | 名單   | 結果 |
| -------------------- | ------------ | ------ | ---- |
| 第23屆香港電影金像獎 | 最佳導演     | 陳木勝 | 提名 |
| 第23屆香港電影金像獎 | 最佳攝影     | 潘耀明 | 提名 |
| 第23屆香港電影金像獎 | 最佳動作設計 | 董瑋   | 提名 |

## 外部連結
- 雙雄官方網站 （页面存档备份，存于）
- 雙雄（starphotohk）
- 電影《雙雄》 催眠師 renelien.com
- 開眼電影網上《雙雄》的資料（繁體中文）
- 香港影庫上《雙雄》的資料（繁體中文）
- 豆瓣电影上《雙雄》的資料 （简体中文）
- 时光网上《雙雄》的資料（简体中文）
- AllMovie上《雙雄》的资料（英文）
- 爛番茄上《雙雄》的資料（英文）
- 互联网电影数据库（IMDb）上《雙雄》的资料（英文）